# 風俗案内所規制条例
風俗案内所規制条例（ふうぞくあんないじょきせいじょうれい）とは地方自治体の条例の通称。

## 概要

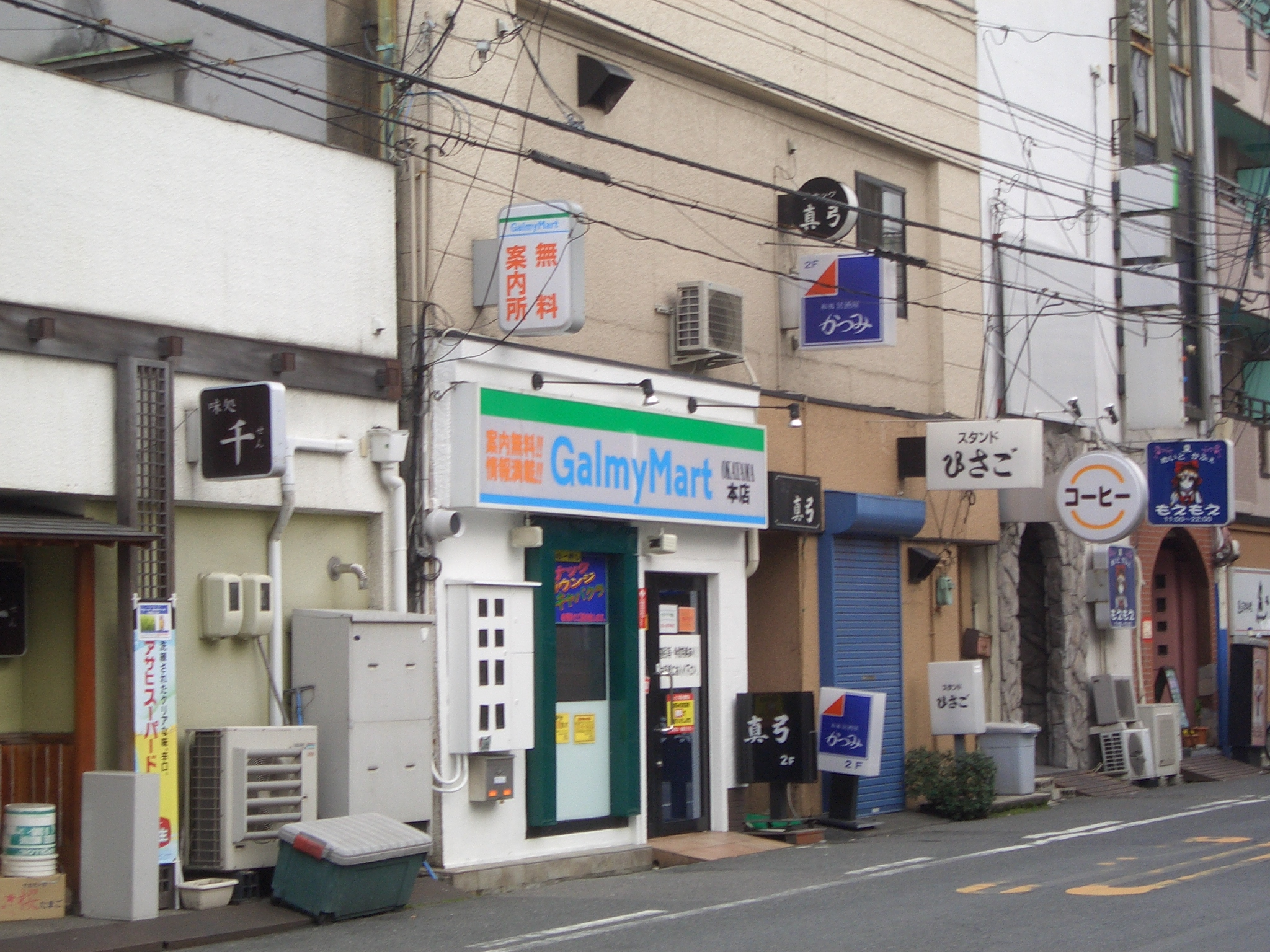
無料案内所の一例

都府県公安委員会が指定する地域で営業されている性風俗営業への案内所について規定されている。
青少年をその健全な成長を阻害する行為から保護することと繁華街における健全にすることを目的としている。
具体的には風俗案内所について届出義務、案内時間制限規制、案内表示、従業員年齢について規定している。京都府では学校や病院などの保護対象施設から200メートル以内で風俗案内所の営業を全面禁止している。
大阪府が2005年10月に制定し、2006年2月に施行したのが最初である。

## 条例名
| 都府県 | 条例の正式名称                                               |
| ------ | ------------------------------------------------------------ |
| 東京都 | 歓楽的雰囲気を過度に助長する風俗案内の防止に関する条例       |
| 千葉県 | 千葉県風俗案内業の規制に関する条例                           |
| 愛知県 | 愛知県風俗案内所規制条例                                     |
| 岐阜県 | 岐阜県風俗案内業の規制に関する条例                           |
| 京都府 | 京都府風俗案内所の規制に関する条例                           |
| 大阪府 | 大阪府特殊風俗あっせん事業の規制に関する条例                 |
| 広島県 | 広島県歓楽的雰囲気を過度に助長する風俗案内の防止に関する条例 |
| 愛媛県 | 愛媛県風俗案内業の規制に関する条例 2024年10月施行予定        |
| 福岡県 | 福岡県風俗案内業の規制に関する条例                           |
| 沖縄県 | 沖縄県風俗案内業の規制に関する条例                           |

## 訴訟
前述のように、京都府の規制条例では、学校や病院などから200メートル以内に風俗案内所を設置することを禁じている。この条例に基づいて2011年2月に、案内所を経営する男性が京都府警に逮捕（その後起訴猶予）されたが、この男性は、条例が憲法が定めた「営業の自由」に反するとして、京都地裁に提訴。2014年2月25日に同地裁は、「学校や病院などから70メートル以内に風俗店を設置することを禁止した風営法施行条例より厳しい距離制限を設けた風俗案内所規制条例は合理的裁量を逸脱している」などとして、違憲であるとの判決を言い渡した。これに対し2015年2月20日に大阪高裁は、原告の訴えを退ける逆転判決を言い渡し、2016年12月25日に最高裁で確定した。